# Prosiměřice
Prosiměřice (in tedesco Prossmeritz) è un comune mercato della Repubblica Ceca facente parte del distretto di Znojmo, in Moravia Meridionale.